# Antoine Colassin
Antoine Colassin (Charleroi, 26 februari 2001) is een Belgisch voetballer. Zijn positie is centrumspits. Sinds 2025 staat hij onder contract bij Sporting Charleroi.

## Carrière
Colassin genoot zijn jeugdopleiding bij RFC Grand-Leez, Sporting Charleroi en RSC Anderlecht. Colassin begon in de jeugd van Sporting Charleroi als verdedigende middenvelder, maar bij RSC Anderlecht schoof hij meteen een lijn op. Het was echter beloftentrainer Craig Bellamy die in het seizoen 2019/20 vond dat Colassin zeer interessante looplijnen heeft die zeer geschikt zijn voor een diepe spits.
Op 19 januari 2020 maakte hij zijn debuut in het profvoetbal in de competitiewedstrijd tegen Club Brugge. Colassin, die door de spitsenarmoede bij Anderlecht meteen een basisplaats kreeg, scoorde in de 21e minuut het openingsdoelpunt van de wedstrijd. In zijn derde profwedstrijd, een competitiewedstrijd tegen Royal Excel Moeskroen, scoorde hij het enige doelpunt in de 1-0-thuiszege van Anderlecht. Ook in de daaropvolgende competitiewedstrijd van Anderlecht was hij tegen AA Gent goed voor het enige Brusselse doelpunt (1-1). Na zijn (door de coronapandemie ingekorte) debuutseizoen bij het eerste elftal verlengde Colassin in juli 2020 zijn contract bij Anderlecht tot 2025.
In januari 2021 maakte Anderlecht bekend dat het Colassin, met het oog op meer speelminuten, voor een half seizoen ging uitlenen aan Zulte Waregem. De West-Vlaamse club bedong geen aankoopoptie in het huurcontract. Hij debuteerde op 21 januari 2021 met een invalbeurt in de 63ste minuut tegen OH Leuven. Hij viel uiteindelijk tien keer in voor Zulte Waregem in de Jupiler Pro League, enkel in de bekerwedstrijd tegen Olympic Club Charleroi (1-0-verlies) kreeg hij een basisplaats. Na een vliegende start in het seizoen 2019/20 sloot Colassin zijn eerste volledige seizoen in het profvoetbal af met nul goals en nul assists.
Na afloop van de reguliere competitie keerde hij vervroegd terug naar Anderlecht. Tijdens de voorbereiding op het seizoen 2021/22 werd hij daar niet meer als spits uitgespeeld, maar op de acht. Tijdens het seizoen zelf kwam hij echter geen minuut in actie in het eerste elftal van de club. Colassin kwam dat seizoen wel uit voor de beloften, waarmee hij op 7 mei 2022 de Beker van België voor beloften won. Colassin opende in die finale tegen KRC Genk de score.
Colassin begon het seizoen 2022/23 bij de RSCA Futures, die dat seizoen hun intrede maakten in Eerste klasse B. Na drie wedstrijden maakte hij echter op huurbasis de overstap naar de Nederlandse eersteklasser sc Heerenveen. Het daaropvolgende seizoen keerde de spits terug naar de RSCA Futures. Eind augustus 2024 werd de spits getransfereerd naar Beerschot, dat gepromoveerd was naar Eerste klasse A. Na één seizoen degradeerde de Antwerpse club alweer, maar Colassin ging niet mee. Begin juli 2025 vertrok hij naar Sporting Charleroi en kreeg er een contract tot medio 2028.

## Clubstatistieken
| Seizoen         | Club            | Land               | Competitie         | Competitie | Competitie | Beker | Beker | Supercup | Supercup | Europees | Europees | Totaal | Totaal |
| Seizoen         | Club            | Land               | Competitie         | Wed.       | Dlp.       | Wed.  | Dlp.  | Wed.     | Dlp.     | Wed.     | Dlp.     | Wed.   | Dlp.   |
| --------------- | --------------- | ------------------ | ------------------ | ---------- | ---------- | ----- | ----- | -------- | -------- | -------- | -------- | ------ | ------ |
| 2019/20         | RSC Anderlecht  | Vlag van België    | Jupiler Pro League | 4          | 3          | 0     | 0     | —        | —        | —        | —        | 4      | 3      |
| 2020/21         | RSC Anderlecht  | Vlag van België    | Jupiler Pro League | 7          | 0          | 0     | 0     | —        | —        | —        | —        | 7      | 0      |
| 2020/21         | → Zulte Waregem | Vlag van België    | Jupiler Pro League | 10         | 0          | 1     | 0     | —        | —        | —        | —        | 11     | 0      |
| 2021/22         | RSC Anderlecht  | Vlag van België    | Jupiler Pro League | 0          | 0          | 0     | 0     | —        | —        | —        | —        | 0      | 0      |
| 2022/23         | RSCA Futures    | Vlag van België    | Eerste klasse B    | 3          | 0          | —     | —     | —        | —        | —        | —        | 3      | 0      |
| 2022/23         | → sc Heerenveen | Vlag van Nederland | Eredivisie         | 24         | 3          | 2     | 0     | —        | —        | —        | —        | 26     | 3      |
| 2023/24         | RSCA Futures    | Vlag van België    | Eerste klasse B    | 13         | 4          | —     | —     | —        | —        | —        | —        | 13     | 4      |
| 2023/24         | RSC Anderlecht  | Vlag van België    | Eerste klasse A    | 1          | 0          | 0     | 0     | —        | —        | —        | —        | 1      | 0      |
| 2024/25         | Beerschot VA    | Vlag van België    | Eerste klasse A    | 3          | 0          | 0     | 0     | —        | —        | —        | —        | 3      | 0      |
| Carrière totaal | Carrière totaal | Carrière totaal    | Carrière totaal    | 65         | 10         | 3     | 0     | 0        | 0        | 0        | 0        | 68     | 10     |

Bijgewerkt op 28 september 2024